# Pitareti

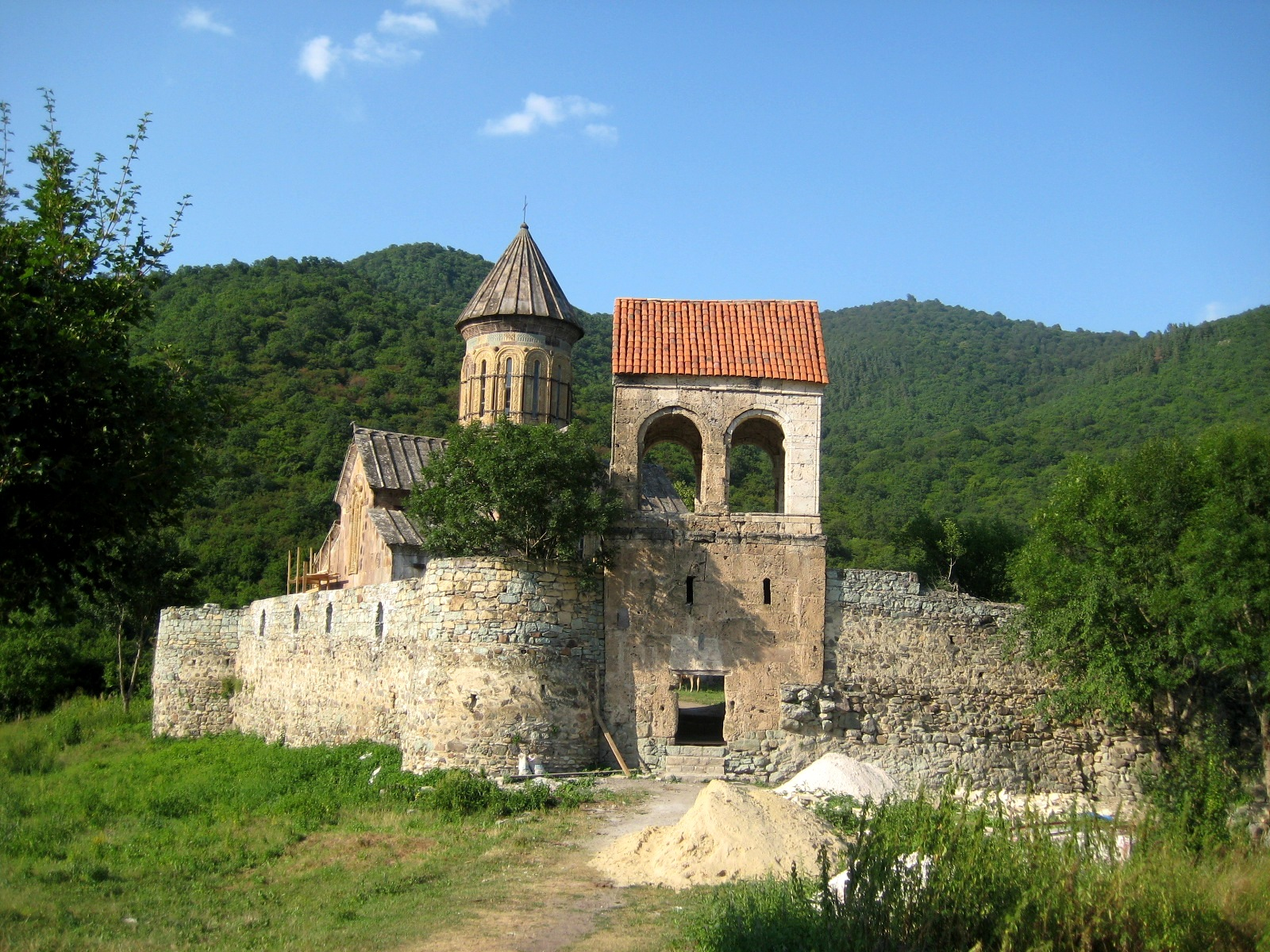
Pitareti-Kloster

Pitareti (georgisch ფიტარეთი) ist ein georgisch-orthodoxes Kloster in der georgischen Region Niederkartlien, in der Munizipalität Tetrizqaro, im Kzia-Tal. Es liegt südwestlich von der georgischen Hauptstadt Tiflis, 26 Kilometer südwestlich der Stadt Tetrizqaro in der Schlucht des Chrami.
Das Pitareti-Kloster besteht aus der Theotokos-Kirche, dem Glockenturm, der verfallenen Mauer und mehreren kleineren klösterlichen Gebäuden. Die Hauptkirche des Klosters wurde zu Anfang des 13. Jahrhunderts von dem georgischen König Giorgi IV. Lascha errichtet. Die Gestalt entspricht dem heutigen Kanon einer georgischen Kuppelkirche. Die Kirche des Pitareti-Klosters ähnelt stilistisch den Kirchen aus dem 12.–13. Jahrhundert, so der Betania, Kwatachewi, Timotessubani. Die Fassaden sind dekoriert mit Ornamenten und akzentuiert mit Nischen und Gauben. Der gesamte Innenraum der Kirche war einst mit Fresken geschmückt, von denen heute nur noch Fragmente vorhanden sind.
Die Abmessungen den Kirchengrundrisses sind 15 Meter in der Länge und 13 Meter in der Weite. Die Bauwerkshöhe beträgt 23 Meter.
Das Kloster wurde Eigentum und Grablege der adeligen georgischen Familie Katschibadse-Barataschwili, seit 1536 ihrer Seitenlinie, der Fürsten Orbelischwili.